# Werben
Werben es un municipio situado en el distrito de Spree-Neiße, en el estado federado de Brandeburgo (Alemania), a una altitud de 70 metros. Su población a finales de 2016 era de 1700 habs. y su densidad poblacional, 70 hab/km².